# Шандрівка
Ша́ндрівка (в минулому — Павлівка) — село в Україні, в Перещепинській міській громаді Самарівського району Дніпропетровської області. Населення за переписом 2001 року становить 687 осіб.

## Географія
Село Шандрівка знаходиться на лівому березі одного з русел річки Оріль, вище за течією на відстані 7 км розташоване село Чернявщина (Павлоградський район), нижче за течією на відстані 3,5 км розташоване село Орілька. Через село проходить автомобільна дорога Т 0412.

## Археологія
Біля села віднайдені половецькі кургани.

## Історія
Близько 1781 року навколишню місцевість з великим земельним наділом придбав собі Петро Іванович Турчанінов і зразу став заселяти слободу Павловку народом сімейним і осілим.
1872 року при складанні загальнонародного перепису в слободі Павлівка внесено в списки населення чоловіків 201, жінок 180 душ.
Сам зайнятий службою і військовими походами, Турчанінов управлінням слободою Павлівною, своєю вотчиною і економією доручив тестю своєму, надворному раднику Михайлу Карабінову. Досвідчений і розумний господар, Карабінов, за допомоги громадського писаря Микити Маляревського, скоро надав слободі гарний вигляд. Усім слобожанам дав можливість та кошти для ведення господарства та будівництва.
Станом на 1886 рік у селі Стешено-Чорноглазівської волості Павлоградського повіту Катеринославської губернії мешкало 1025 осіб, налічувалось 194 двори, існували православна церква, школа, цегельний завод, 2 лавки, відбувалось 2 щорічних ярмарки.
Під час організованого радянською владою Голодомору 1932—1933 років померло щонайменше 160 жителів села.
До 2018 року центр Шандрівської сільської ради, після 2018 входить до складу Перещепинської міської громади.

## Населення

### Мова
Розподіл населення за рідною мовою за даними перепису 2001 року:
| Мова       | Кількість | Відсоток |
| ---------- | --------- | -------- |
| українська | 658       | 95.78%   |
| російська  | 29        | 4.22%    |
| Усього     | 687       | 100%     |

## Заклади соціально-культурної сфери
- Шандрівська загальноосвітня школа І-ІІІ ступенів;
- Дитячий садок «Колосочок»;
- Шандрівський ФП;
- Шандрівський СБК;
- Шандрівська бібліотека філія № 15.

## Природно-заповідний фонд
Поблизу села знаходиться ентомологічний заказник місцевого значення Шандрівський.

## Пам'ятки
- Братська могила радянських воїнів (Шандрівка)